# Gastronomía de Kazajistán
La cocina kazaja es la cocina de Kazajistán y tradicionalmente se centra en el cordero, así como en diversos productos lácteos. 
Durante cientos de años, los kazajos eran pastores que criaban ovejas de cola gruesa y camellos puesto que utilizaban estos animales habitualmente para el transporte, ropa y alimentos. Las técnicas de cocción y los ingredientes principales han sido fuertemente influenciados por el estilo de vida nómada de la nación. Por ejemplo, la mayoría de las técnicas de cocción están dirigidas a la conservación a largo plazo de los alimentos. Hay una gran práctica del salazón y el secado de la carne, que hace que los productos duren más tiempo. También hay una preferencia por la leche agria, dado que su conserva es más fácil en el estilo de vida nómada.
La carne en diversas formas ha sido siempre el principal ingrediente de la cocina de Kazajistán. Además, la cocina tradicional kazaja está basada en los guisos. El cordero es la forma más popular de la carne y, a menudo, se sirve en grandes piezas que han sido previamente pasadas por agua.

## Galería

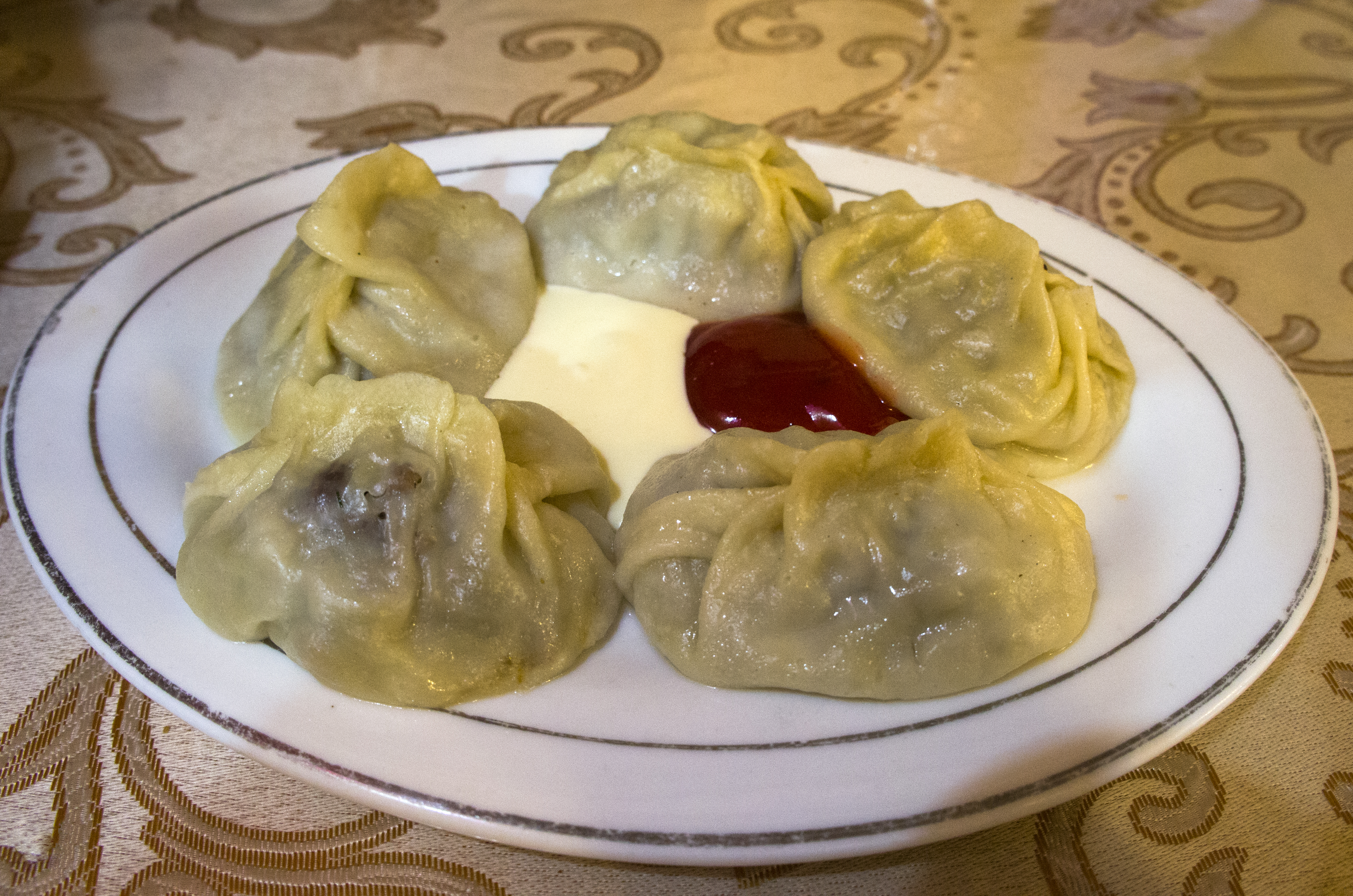
Mantı
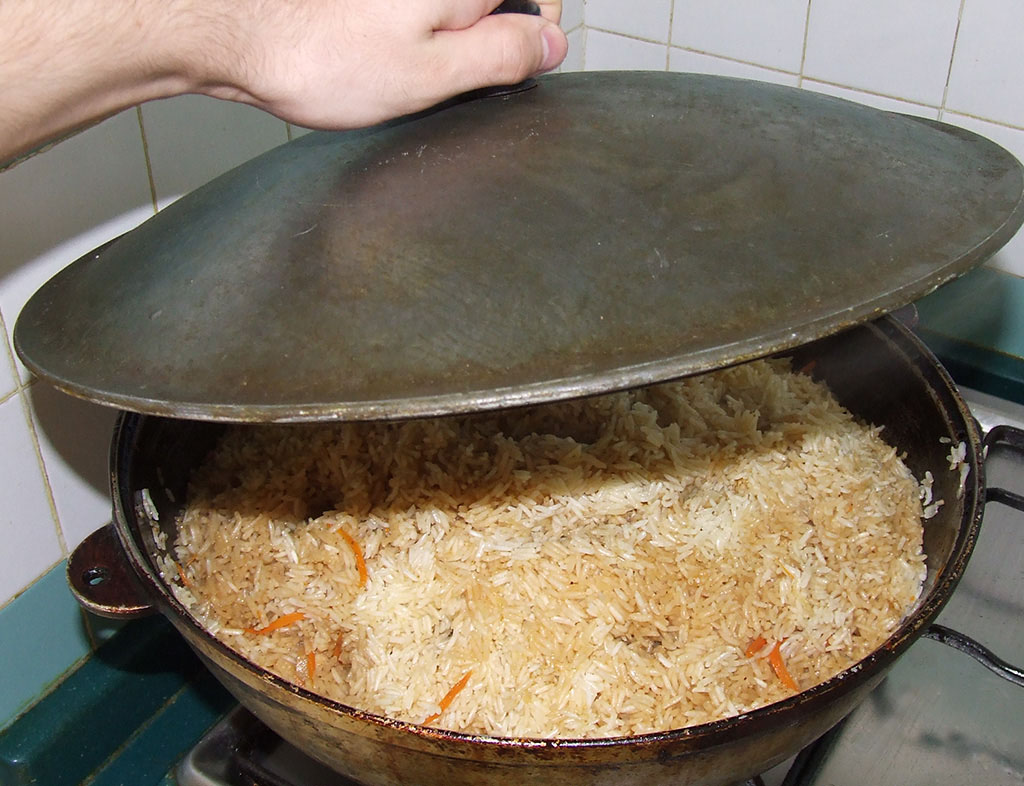
Pilaf (palaw) Siendo preparado en un kazan.
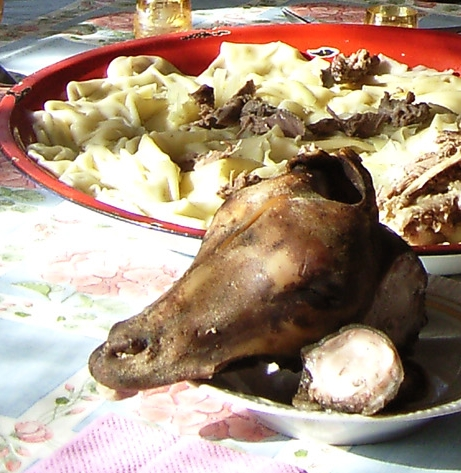
Besbarmak, plato popular de Kazajistán
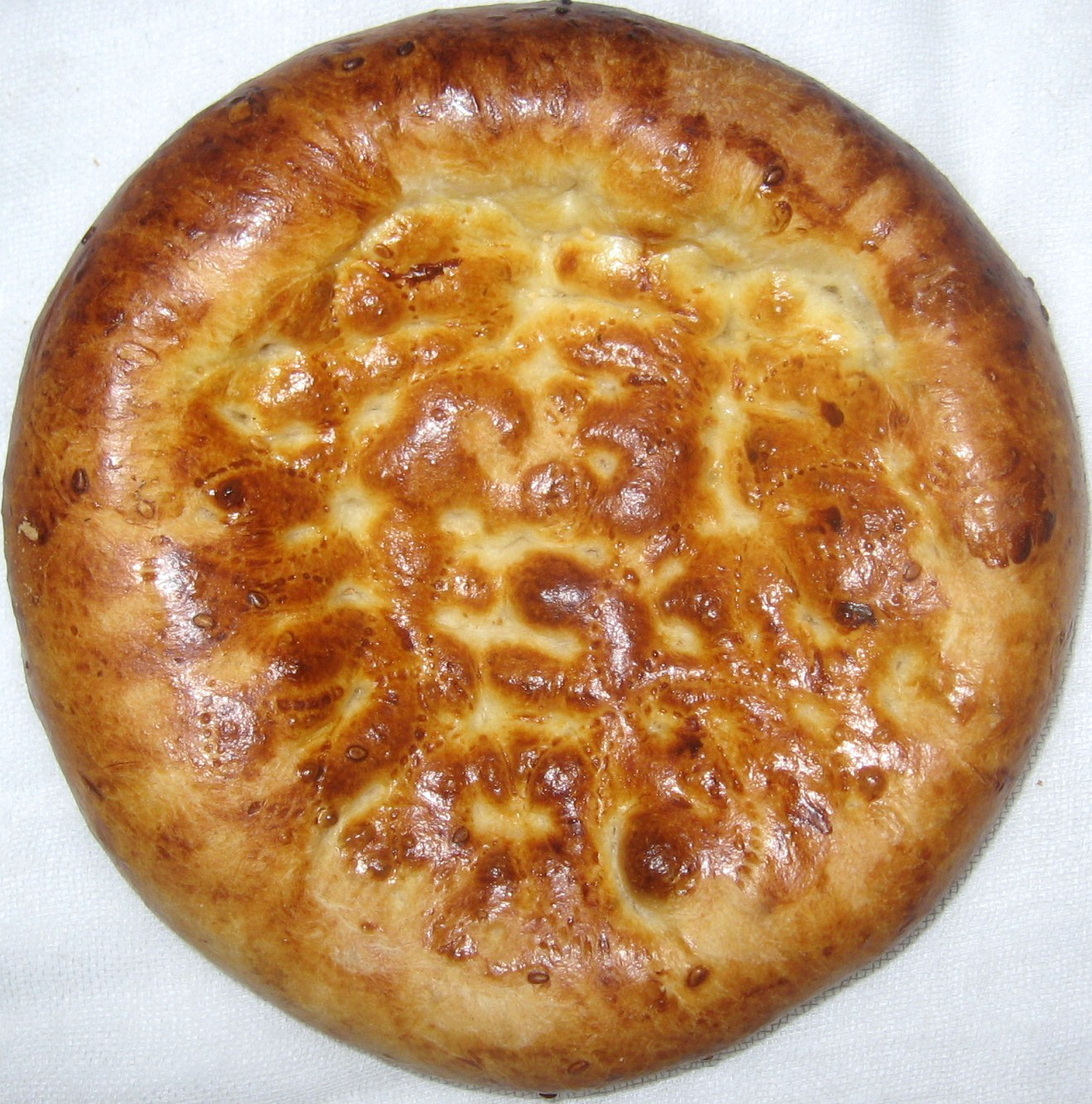
Tandyr nan
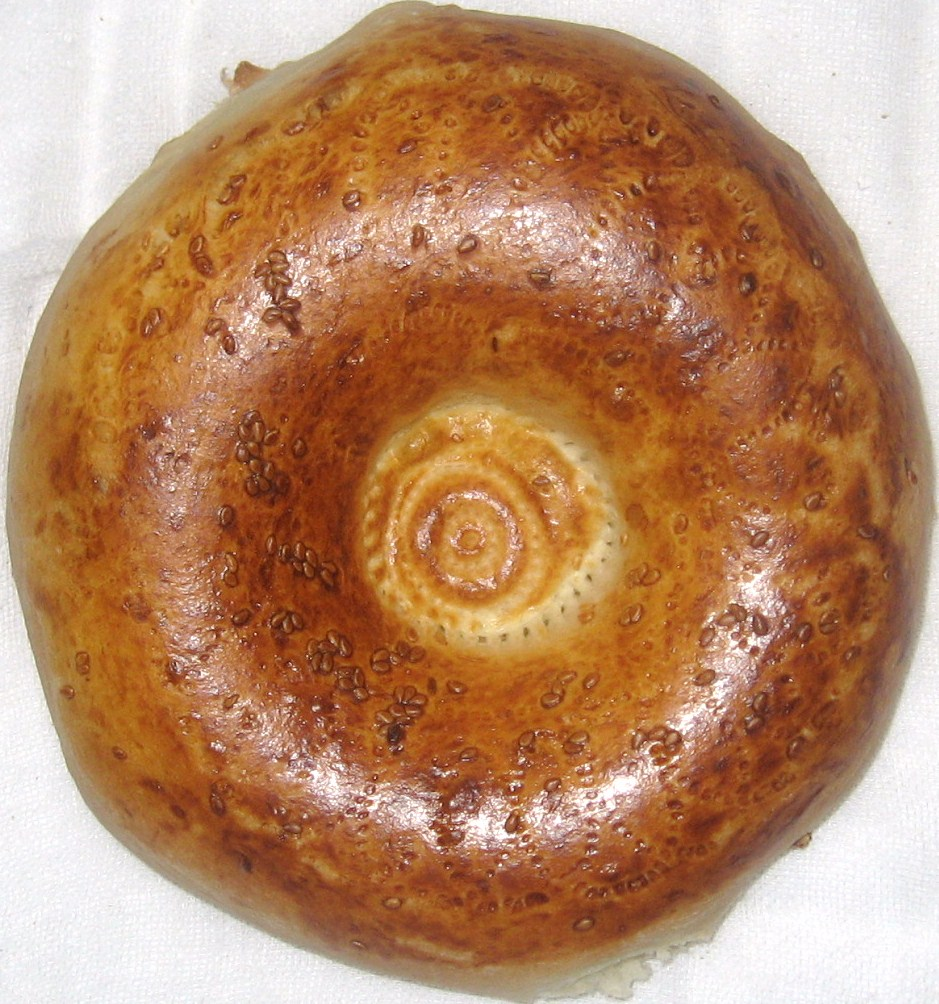
Tokash

## Bebidas

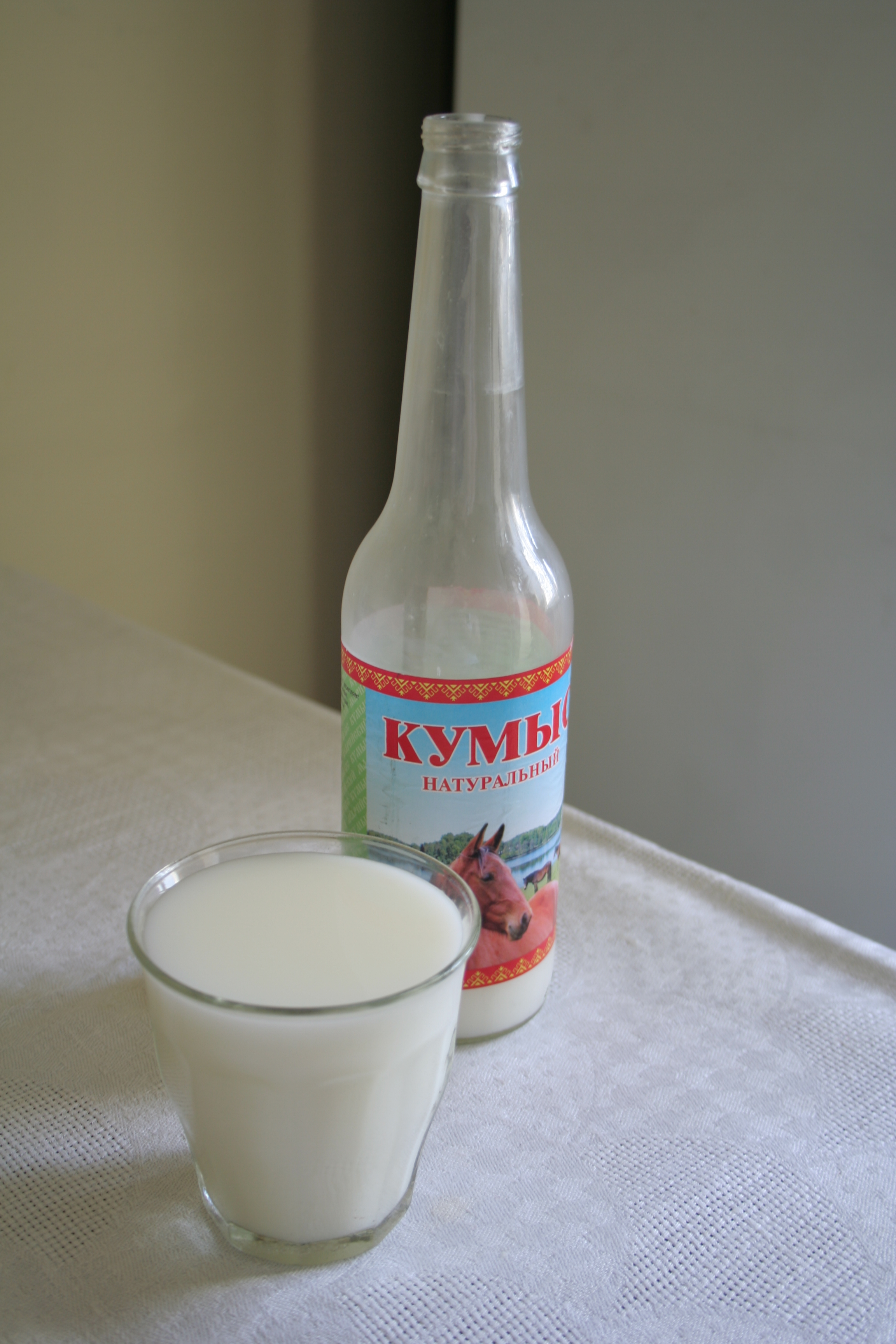
Un vaso y una botella de Cumis.

Las bebidas tradicionales son la leche fermentada de yegua (Cumis), leche de camello (Shubat), leche de vaca (Airan), y de oveja, así como sus productos Kaymak (crema agria), katyk o ayran (Suero de leche), Kurt (que está hecha de queso seco y suero en bolas), y irimshik, un tipo queso fresco. Estas bebidas se consumen tradicionalmente con el plato principal. Sin embargo, las comidas a menudo terminan con Cumis y luego té. En el verano, el Chal es una de las bebidas de primera necesidad de los kazajos Adai. El té negro fue introducido desde China tras la fundación del Ruta de la Seda y fue consumido tradicionalmente con los dulces después del plato principal. Hoy en día el té (con leche) prácticamente ha reemplazado a otras bebidas tradicionales.

## Postres
Los dulces tradicionales son baursak, Sheck-Sheck (también conocido por el nombre de tártaro chack-chack), y Zhent.

## Cocinas influyentes
Además de las prácticas tradicionales nómadas y el desarrollo interno de la comida y la cocina kazaja, otros países y grupos étnicos han tenido una gran influencia en la comida y la cultura alimentaria de Kazajistán. Entre estos grupos étnicos están incluidos los rusos, tártaros, ucranianos, uzbecos, alemanes, uigures, los coreanos, y muchos más. A pesar de que la cocina tradicional de Kazajistán se basa en la carne y los productos lácteos, otros productos tales como las verduras, el pescado, el marisco, los platos horneados, y los dulces han sido integrados.

## Práctica y ritual
En la alimentación nómada, es crítica la disponibilidad de equipo y material para la cocina, ya que, originalmente, debía ser transportado de un lugar a otro para seguir los rebaños de pastoreo. Además, no hay lujos esenciales tales como la electricidad o agua corriente. El kazan de hierro es la pieza más indispensable de los utensilios de cocina que se utiliza para cocinar pilaf, sopas, e incluso pan. Muchas partes del ganado ovino y caprino se utilizan para la elaboración de los productos lácteos o para la fabricación de queso.